# دشت سفید (افغانستان)
دشت سفید یک منطقهٔ مسکونی در افغانستان است که در ولایت بامیان واقع شده‌است.